# 中国李
李是蔷薇科李属落叶乔木，原产中国，世界各地广泛栽培。也叫中国李，果实称李子，是一种重要的水果。
种加名 salicina 意为“柳叶状的”。

## 变种
李有以下变种：
- 李（原变种）
- 毛梗李
- 柰李

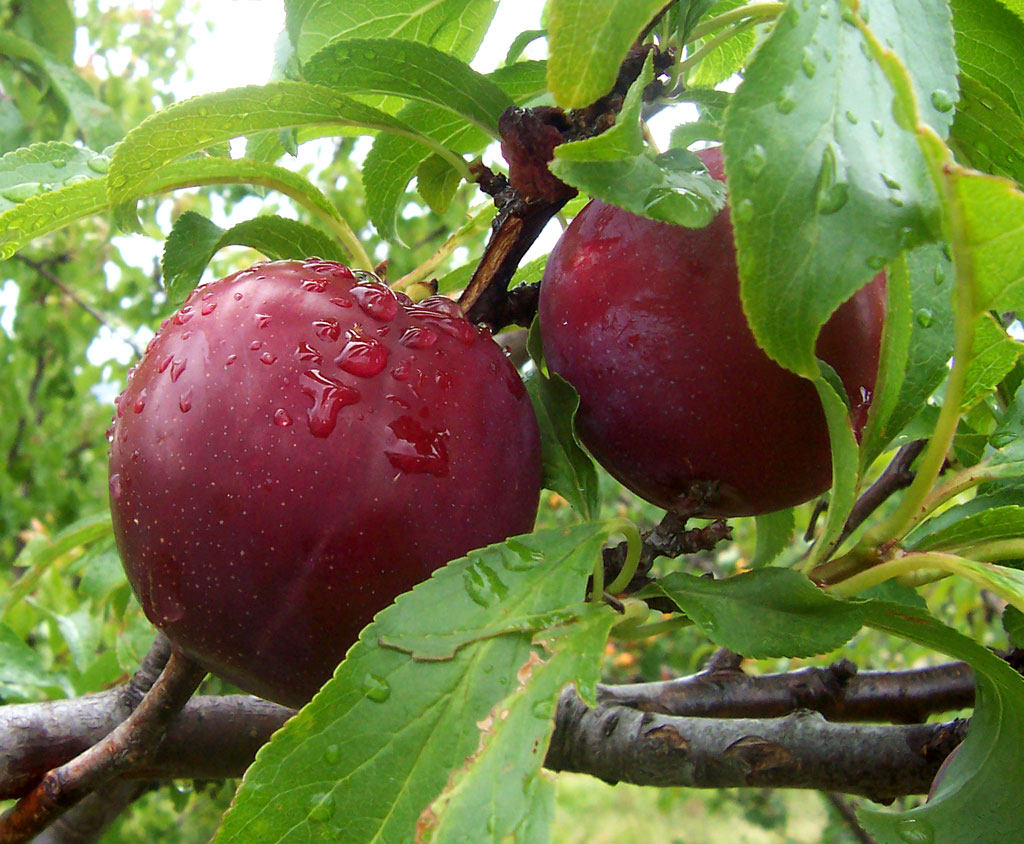
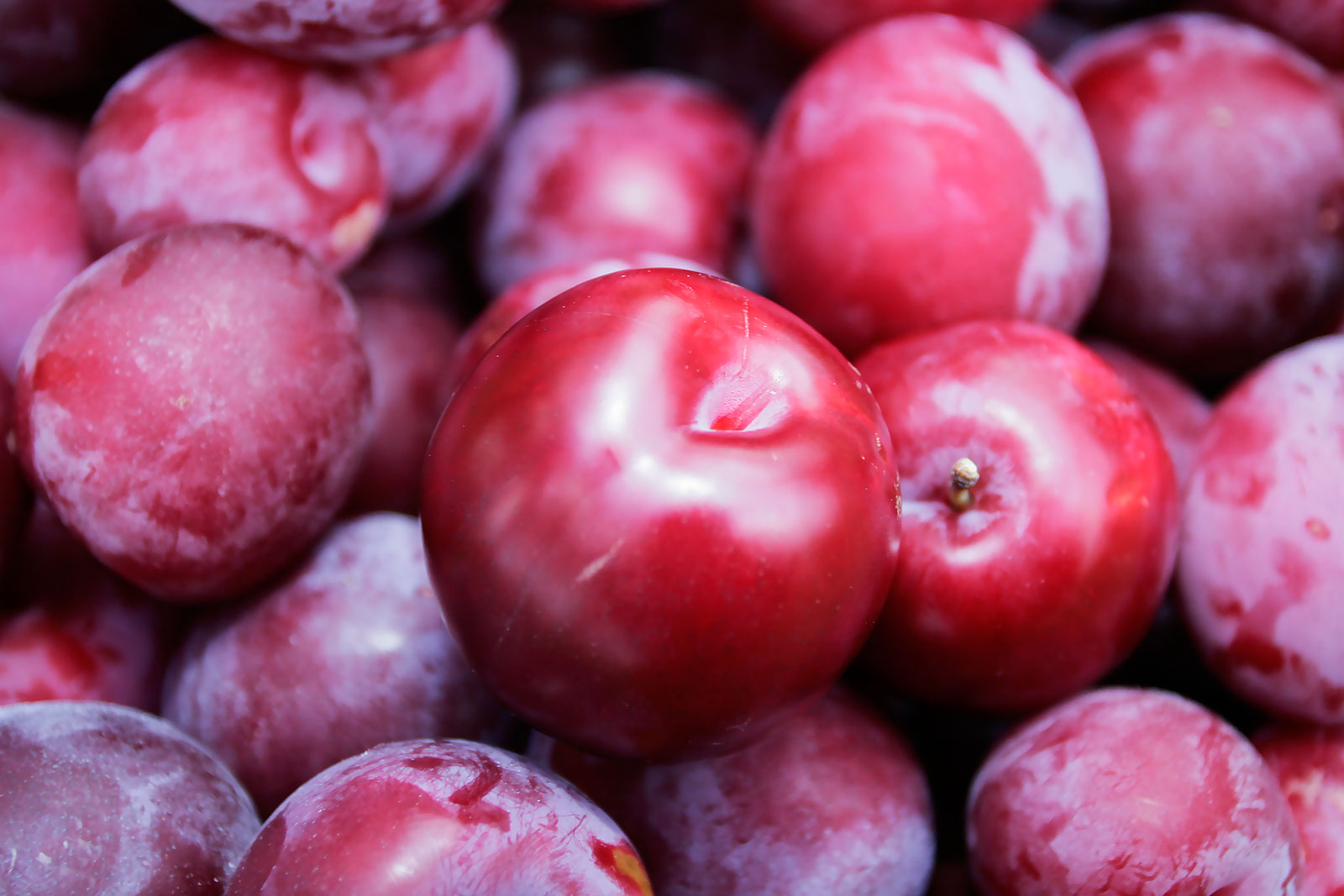
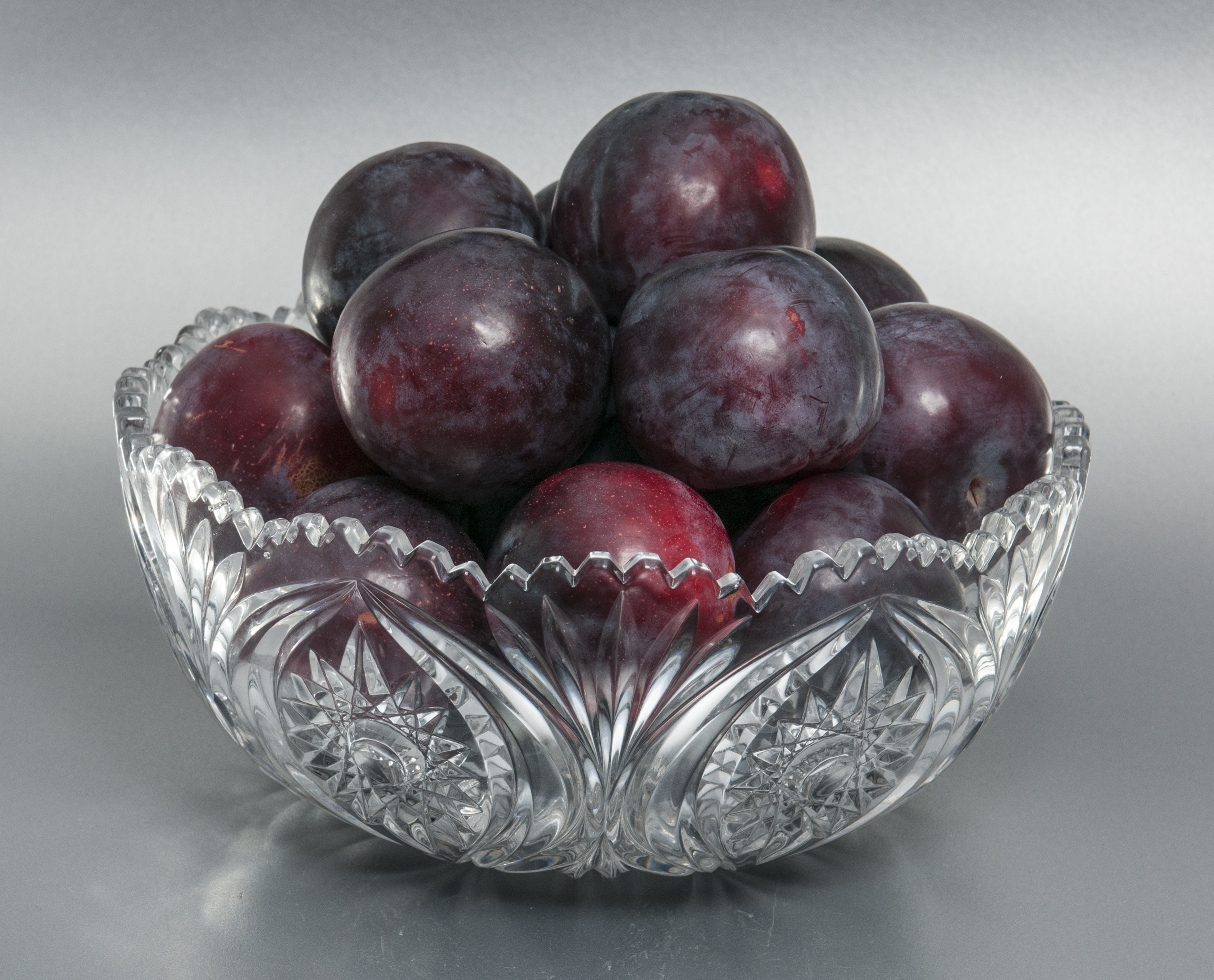
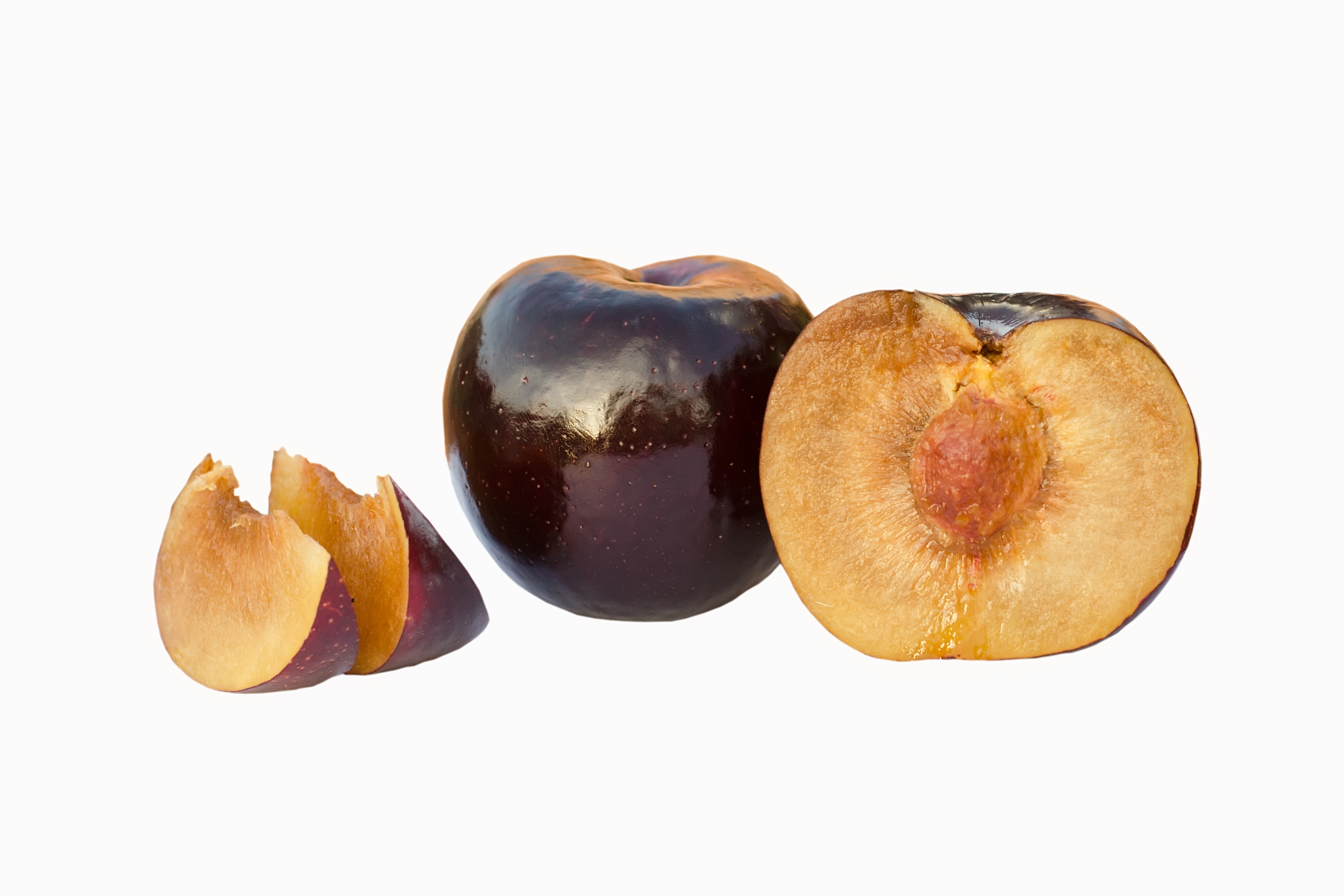
黑琥珀李
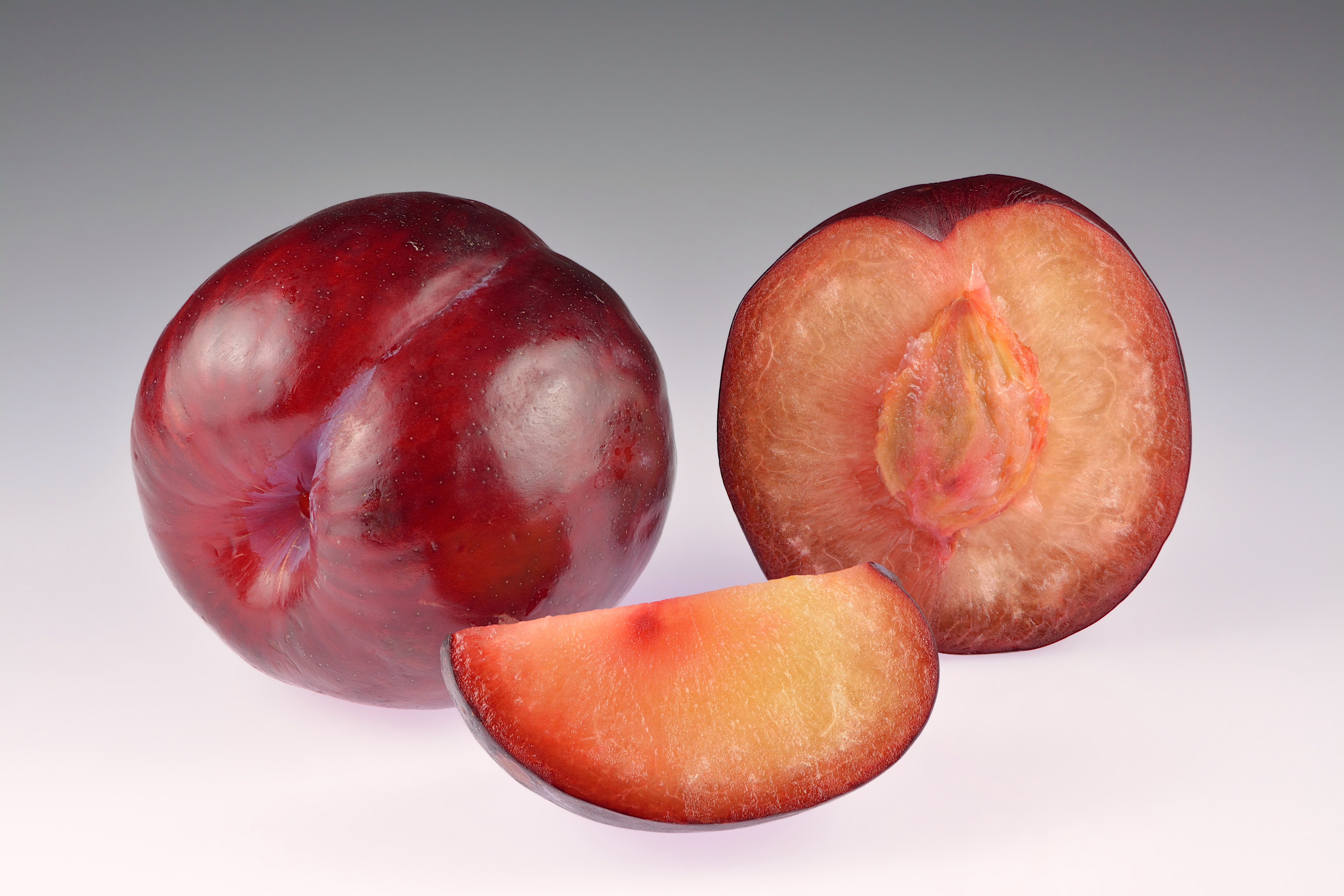
非洲玫瑰李